# NGC 2523C
NGC 2523C في الفهرس العام الجديد، هي مجرة، تقع في كوكبة الزرافة. أضيفت في وقت لاحق إلى الفهرس العام الجديد.

## روابط خارجية
- NGC 2523C على موقع ويكي سكاي: DSS2, SDSS, GALEX, IRAS, Hydrogen α, X-Ray, Astrophoto, Sky Map, Articles and images